# Adezai (Dorf)
Adezai ist ein Dorf in Pakistan. Es liegt 15 bis 20 Kilometer südlich von Peschawar in Richtung der Region Khyber Pakhtunkhwa.
2009 kam der Anführer der lokalen Stammesmiliz bei einem Bombenanschlag ums Leben. Sein Sohn übernahm daraufhin die Leitung der Miliz. Am 15. November 2010 kam es abermals zu einem Bombenanschlag auf ihn. Dabei starben zwei Menschen und drei wurden verletzt.
Am 9. März 2011 fand in Adezai ein Selbstmordanschlag auf eine Trauerfeier statt. Dabei kamen 37 Menschen ums Leben. Der Anschlag galt Mitgliedern der lokalen Miliz die mit der Regierung zusammenarbeitet. Die Taliban bekannten sich zu der Tat.